# Березовська (Волгоградська область)
Березовська (рос. Берёзовская) — станиця у Даниловському районі Волгоградської області Російської Федерації.
Населення становить 1769  осіб. Входить до складу муніципального утворення Березовське сільське поселення.

## Історія
Станиця розташована у межах українського історичного та культурного регіону Жовтий Клин.
Згідно із законом від 22 грудня 2004 року № 1058-ОД органом місцевого самоврядування є Березовське сільське поселення.

## Населення
| 1959 | 2010  |
| ---- | ----- |
| 3505 | ↘1769 |